# In This Skin
In This Skin là album phòng thu thứ ba của nữ ca sĩ người Mỹ Jessica Simpson. Album được phát hành vào năm 2003 bởi hãng đĩa Columbia Records. Album được tái bản vào tháng 3 năm 2004 với ba bài hát mới. Album đã thành công vang dội ở Bắc Mỹ, đạt vị trí thứ hai trên bảng xếp hạng Billboard 200 của Mỹ và được chứng nhận ba đĩa bạch kim bởi Hiệp hội Công nghiệp ghi âm Hoa Kỳ (RIAA). In This Skin đứng thứ 35 trong top những album bán chạy nhất trong năm 2004 và đã tiêu thụ được hơn năm triệu bản trên toàn thế giới. Album được xếp hạng thứ 153 trong danh sách những album bán chạy nhất những năm 2000 của tạp chí Billboard.

## Hoàn cảnh ra đời
Sau khi phát hành album Irresistible năm 2001, Jessica cho biết cô ấy muốn viết nhạc cho album thứ ba của mình. Trong một lần phỏng vấn với kênh MTV vào tháng 10 năm 2002, Nick Lachey, lúc đó còn là chồng của Jessica, tiết lộ rằng cô đang trở lại phòng thu để thực hiện một album mới. Anh ấy nói "Cuối cùng thì cô ấy cũng viết được những ca khúc của riêng mình. Tôi đã luôn bảo rằng cô ấy nên làm vậy từ lâu rồi nhưng mà Jessica cứ ngại ngùng rồi chẳng dám làm. Nhưng thực tế thì cô ấy viết nhạc rất giỏi và giờ cổ đang cho ra đời những ca khúc từ tận sâu trong trái tim của cổ". Về hướng đi của album, Nick cho biết "Đó là một album đúng với con người của Jessica và bộc lộ những gì cô ấy muốn nói. Tất cả các ca khúc đều được thu với dàn nhạc sống, mang nhiều âm sắc hoàn toàn khác biệt với phong cách pop mà cổ đã từng theo trước đó. Tôi cho rằng cuối cùng thì Jessica cũng đã tìm được hướng đi của riêng mình và làm được những gì cô ấy muốn."  Vào tháng 3 năm 2003, Jessica tiết lộ rằng album thứ ba của cô sẽ có tên là In This Skin.

## Những ca khúc mới
Jessica đã thu âm thêm hai bài hát mới cho lần tái bản của album; một là bản cover bài hát "Take My Breath Away" (1986) của ban nhạc Berlin và bản còn lại là bản cover ca khúc ăn khách của Robbie Williams, "Angels". Jessica cho biết "Take My Breath Away" là ca khúc tượng trưng cho tình yêu của cô và Nick vì "ca khúc này được phát khi Nick lần đầu hôn tôi". "Tôi luôn thích bài hát 'Take My Breath Away' từ lâu rồi", cô nói thêm. Nick Lachey đã giúp sản xuất vocal cho cả hai bài hát cover này. Khi ghi âm "Angels", Jessica gặp khá nhiều khó khăn vì cô ấy phải thu cả hai bài hát trong một ngày. Cô ấy cũng tiết lộ Nick đã giúp cô ấy có được tâm trạng thích hợp bằng cách để tay anh ấy trong túi quần sau của cô ấy "và ở ngay đó" trong suốt buổi ghi hình.

## Sản xuất
Kế hoạch ban đầu là album sẽ được sản xuất hầu hết bởi Missy Elliott, và Nick Lachey sẽ là người duy nhất góp mặt với Jessica trong album. Tuy nhiên, cuối cùng thì ca khúc hát chung của cả hai không được chọn vào album. Đĩa đơn đầu tiên của album, "Sweetest Sin" được viết bởi nhạc sĩ Diane Warren. Ca khúc nói về lần đầu quan hệ của Jessica (với Nick). Kênh MTV khen bài hát là một "ca khúc rất ngọt ngào". Về ý tưởng cho đĩa đơn thứ hai, "With You", Jessica nói "Tui rất thích bài này vì nó nói lên tính cách của tôi [...] Nick rất thích khi thấy tôi thoải mái khi chỉ với một chiếc áo thun, và đó là ý tưởng của ca khúc này."  Bản cover "Take My Breath Away" là ca khúc chủ đề tượng trưng cho tình yêu của Jessica và Nick "bởi vì nó được chơi lần đầu tiên Nick hôn tôi". "Tôi nào giờ luôn thích ca khúc này rồi", cô nói. Nick Lachey đã giúp sản xuất vocal cho cả hai bài hát cover của cô ấy. Khi ghi âm "Angels", Jessica gặp khá nhiều khó khăn vì cô ấy phải thu cả hai bài hát trong một ngày. Cô ấy cũng tiết lộ Nick đã giúp cô ấy bình tĩnh hơn bằng cách để tay anh ấy trong túi quần sau của cô ấy "và ở ngay đó" trong suốt buổi ghi hình 

## Đánh giá
| Đánh giá chuyên môn  | Đánh giá chuyên môn |
| Nguồn đánh giá       | Nguồn đánh giá      |
| Nguồn                | Đánh giá            |
| -------------------- | ------------------- |
| AllMusic             | [ 1 ]               |
| Entertainment Weekly | C−                  |
| Rolling Stone        | [ 15 ]              |
| Slant Magazine       | [ 16 ]              |
| Stylus Magazine      | D+                  |

Những đánh giá ban đầu đối với album In This Skin chỉ ở mức trung bình. Sal Cinquemani của tạp chí Slant đánh giá album 2.5 sao và anh chỉ riêng đĩa đơn mở đường cho album, "Sweetest Sin", nhận xét ca khúc "rất bắt tai" nhưng "khá phô trương và hơi quá tay trong khâu sản xuất. Mà nếu cho công tâm thì phải nói toàn bộ ca khúc trong album đều hơi quá tay. Cả album tràn ngập những bản ballad ca ngợi tình yêu của Jessica dành cho Nick. Bài 'My Way Home' có đến tận 15 giây để Jessica khoe "độ khỏe của phổi" mà nghe thì thấy hơi dị dị, chưa kể còn lồng thêm vài ba giai điệu nhạc Trung Đông rung nhẹ sau nền nhạc chính không ăn nhập cho lắm. Tuy nhiên thì album cũng có một số điểm sáng gây bất ngờ, trong đó có ca khúc 'Forbidden Fruit' lấy ý tưởng từ giai điệu ca khúc 'Music' của Madonna. Bài 'Loving You", một bản ballad "gây thương nhớ" để nhắc nhở người nghe rằng, sau phong cách teen pop ở album trước đó, Jessica hoàn toàn có thể chinh phục khán giả lần nữa như cô đã từng làm với 'I Wanna Love You Forever'."
Stephen Thomas Erlewine từ trang AllMusic đã cho album 2,5 sao cũng như một bài đánh giá trung bình. Anh viết: "Với album thứ 3 In This Skin, tuy vẫn còn đâu đó hơi hướng dance pop nhưng Jessica đã dần bỏ đi hình ảnh và giai điệu thuần dance pop của album trước đó để hướng vào dòng nhạc trưởng thành hơn, cảm xúc hơn, mang phong thái của một diva mà cô ấy luôn muốn đạt được. Tuy nhiên, vấn đề của album là ở chỗ màu sắc thì hướng về sự trưởng thành, mà âm sắc thì lại quá trẻ con, khiến người nghe khó bị thuyết phục."  Jon Caramanica của tờ Rolling Stone đã cho album 2 sao và cho rằng "album là một minh chứng của việc giọng ca của Jessica không được áp dụng đúng chỗ. Jessica được trời phú cho quãng giọng theo dòng nhạc phúc âm (gospel), mà album thì lại chứa những ca khúc không làm bật được giọng của cô, đơn cử như ca khúc mang phong cách dance-pop 'Forbidden Fruit' và bản ballad gượng gạo 'You Don't Have to Let Go', khiến cho Jessica không hoàn toàn khoe được chất giọng thiên bẩm của mình."

## Doanh số thương mại
Trong thời gian phát hánh album In This Skin, Jessica đã trở thành một tên tuổi của mọi nhà nhờ vào show truyền hình thực tế của chính cô và chồng Newlyweds: Nick and Jessica. Ban đầu album không bán chạy cho lắm và chỉ mở màn ở vị trí thư 10 với chỉ 64,000 bản trong tuần đầu tiên, và album nhanh chóng rớt hạng trên bảng xếp hạng Billboard 200. Trong vòng 5 tháng, album chỉ bán được khoảng 565,000 bản. Tuy nhiên, doanh số bắt đầu tăng đều trong mùa lễ Noel của năm 2003. Ở thời điểm đó, Jessica nhận được sự quan tâm của giới truyền thông bởi sự ngô nghê và hài hước của mình trong show truyền hình Newlyweds, và cũng nhờ sự ủng hộ của các đài phát thanh đối với đĩa đơn thứ hai của cô, "With You". Nhờ vậy mà album dần tăng hạng và lọt được trở lại vào top 20 trên bảng xếp hạng Billboard 200. Thấy được chiều hướng tốt, hãng đĩa Columbia quyết định tái bản album In This Skin với thêm một vài ca khúc mới. Sau thành công của đĩa đơn "With You", lúc này đã vào top những ca khúc được yêu thích trên các đài phát thanh vào tháng 2 năm 2004, Jessica phát hành đĩa đơn thứ ba "Take My Breath Away", cũng là đĩa đơn đầu tiên trong album tái bản. Vào ngày 20 tháng 3 năm 2004, phiên bản tái bản đưa album In This Skin nhảy vọt từ vị trí thứ 16 lên vị trí á quân của bảng xếp hạng, bán được 159,500 đĩa trong tuần đó, doanh số tăng lên đến 205%. Đây là chính thời điểm mà Jessica đạt được doanh số trong tuần cao nhất trong sự nghiệp, đánh bại doanh số trước đó của album phòng thu thứ hai của chính Jessica, Irresistible, mở màn ở vị trí thứ 6 với doanh số 120,000 đĩa trong tuần đầu tiên. Album trụ vững trong top 10 album trong 8 tuần không liên tiếp và trụ trong top 100 album được 61 tuần. Album đứng trong bảng xếp hạng Billboard 200 được tổng cộng 75 tuần. Vào tháng 12 năm 2004, album In Thí Skin được chứng nhận 3 lần đĩa bạch kim bởi Hiệp hội Công nghiệp ghi âm Hoa Kỳ (RIAA) nhớ bán được hơn 3 triệu bản tại Mỹ. Billboard xếp album đứng vị trí thứ 14 trong bảng xếp hạng cuối năm dành cho các album xuất sắc của năm 2004.
Tại Úc, album mở màn ở vị trí thứ 40 của tuần lễ tính từ ngày 4 tháng 4. Đến tuần thứ 7 thì album đạt đến vị trí thứ 13, cũng là vị trí cao nhất mà một album của Jessica Simpson đạt được ở đất nước này. Album In This Skin trụ trong top 50 trong 27 tuần và sau đó được chứng nhận đĩa bạch kim bới Hiệp hội Công nghiệp ghi âm Úc Châu (ARIA). Ở Ireland, album mở màn ở vị trí thứ 58. Sang tuần thứ 2, album rơi xuống hạng thứ 75 và đến tuần thứ 4 thì album lội ngược dòng lên hạng thứ 27. Album trụ trong top 75 của Ireland được 8 tuần. Tại Anh, album mở màn ở vị trí thứ 36, cùng vị trí với album đầu tay của Jessica, Sweet Kisses, và trụ trong top 75 được 5 tuần. Tại Canada, album vươn được tới vị trí thứ 21 và sau đó được chứng nhận đĩa vàng bởi Hiệp hội Công nghiệp ghi âm Canada (CRIA). Ở Thụy Sĩ, tuy không có đĩa đơn nào để quảng bá cho album, nhưng album vẫn mở màn ở vị trí thứ 78 và trụ trong bảng xếp hạng được 3 tuần (Hai album trước của Jessica là Sweet Kisses đã từng vươn đến vị trí thứ 5, và Irresistible ở vị trí thứ 15). Ở Venezuela, album vươn tới vị trí thứ 4, đánh bại vị trí thứ 10 trước đó của album Irresistible. In This Skin đứng hạng thứ 35 trong top những album bán chạy nhất của năm 2004 với tổng doanh số khoảng 5 triệu bản được tiêu thụ toàn cầu.

## Đĩa đơn
"Sweetest Sin" được chọn làm đĩa đơn mở đường cho album In This Skin. Được đạo diễn bởi Dean Paraskavopoulos, music video của ca khúc "Sweetest Sin" bắt đầu bằng những cảnh quay của Jessica nhảy múa và tương tác trực diện với ống kính trên tông màu đen trắng. Sau đó chuyển cảnh sang các cảnh Jessica nhảy múa trên một bãi biển và các cảnh tình tứ với Nick Lachey (lúc này vẫn là chồng của Jessica) dưới một thác nước tại bãi biển. Những cảnh tiếp theo được tiếp diễn xuyên suốt video, có cảnh Jessica nằm trên giường một mình và ngân nga hát. Video tiếp tục với các phân cảnh đan xen nhau của các cảnh trước đó cho đến những giây phút cuối của ca khúc, lúc này Jessica sẽ cùng với chồng nằm hạnh phúc cạnh nhau trên bãi biển rồi sau đó Nick Lachey biến mất, để lại Jessica một mình.
"With You" là đĩa đơn thứ hai cho album, phát hành vào ngày 16 tháng 9 năm 2003. Ca khúc nhận được nhiều lời khen ngợi từ giới phê bình. "With You" đón nhận nhiều thành công và vươn tới top 10 của các bảng xếp hạng ở Úc và Anh, và top 20 ở Ireland, Na Uy và Hoa Kỳ. "With You" cũng là ca khúc đạt thứ hạng quán quân đầu tiên của cô tại bảng xếp hạng Top 40 Mainstream (bảng xếp hạng 40 ca khúc thịnh hàng trên các đài phát thanh của Hoa Kỳ). Đĩa đơn sau đó được chứng nhận Đĩa Vàng ở Mỹ và Đĩa Bạch Kim tại Úc. Video của "With You" được phát hành dưới dạng đĩa DVD. Jessica nhận được một đề cử (và cũng là duy nhất trong sự nghiệp) tại lễ trao giải Giải thưởng âm nhạc Châu Âu của MTV cho hạng mục Nữ Ca Sĩ xuất sắc nhất. Đây là thành công thương mại của Jessica ở các lãnh thổ khác ngoài Hoa Kỳ. Tại lễ trao giải Giải thưởng Video âm nhạc của MTV, "With You" nhận hai đề cử cho hạng mục Nữ Ca Sĩ xuất sắc nhất và Video Nhạc Pop xuất sắc nhất.

## Quảng bá
Để quảng bá cho album, Jessica Simpson biểu diễn live ca khúc "Sweetest Sin" tại Trump Taj Mahal ở Atlantic City, New Jersey. Màn trình diễn được Jessica xem là lời yêu thương của cô gửi đến chồng cô, Nick Lachey. Lần trình diễn này được thâu lại và sau đó phát trên chương trình truyền hình thực tế của cô Newlyweds: Nick and Jessica mùa thứ 2. "With You" được biểu diễn trong chương trình buổi tối The Tonight Show with Jay Leno vào ngày 17 tháng 10 năm 2003; và trên chương trình buổi sáng Live with Regis and Kelly vào ngày 23 tháng 10 năm 2003. Jessica cũng đã mang đến một buổi trình diễn đáng nhớ tại lễ trao giải Giải thưởng Video âm nhạc của MTV năm 2004 với liên khúc "With You"/"Angels". Chiến dịch quảng bá cho đĩa đơn "Angels" được đầu tư nhiều hơn. Jessica hát bản song ngữ Anh-Tây Ban Nha của ca khúc với ca sĩ người Tây Ban Nha David Bisbal tại lễ trao giải Latin Grammy năm 2004; trình diễn ca khúc trên chương trình VH1 Divas 2004 và ở các chương trình khác như Late Show with David Letterman và The Early Show. Sau đó, Jessica trình bày ca khúc "Angels" ở chương trình thực tế Dancing with the Stars mùa thứ 7.

### The Reality Tour
The Reality Tour là chuyến lưu diễn lớn của riêng Jessica Simpson để quảng bá cho album In This Skin. Đây cũng là lần lưu diễn lớn thứ 2 trong sự nghiệp của Jessica. Trong thời gian quảng bá cho phiên bản tái bản của album, Jessica đã nhận một vài phỏng vấn và cho biết cô đang dự tính sẽ có một tour diễn và đây sẽ là một cách để "tạm nghỉ ngơi quay hình cho các chương trình TV và để giao lưu, gần gũi với người hâm mộ hơn". Tour diễn cuối cùng được xác nhận vào tháng 5 năm 2004 và được thông báo trên nhiều phương tiện truyền thông, và sẽ được tài trở bên Ice Breakers và Proactiv Solutions. Nhờ vào sức hút của album, Jessica Simpson đi tour tại các nhà thi đấu và các sân khấu lớn ngoài trời thay vì đi tour tại các trung tâm mua sắm và lễ hội nhỏ nhỏ như trước đây. Trong thời gian lưu diễn, Jessica cho biết cô rất hạnh phúc vì có thể rời xa được ống kính truyền hình thực tế lúc nào cũng theo sát cô mỗi phút mỗi giây. Với thành công của chương trình truyền hình Newlyweds: Nick and Jessica, Jessica đã lên ý tưởng thiết kế cho chuyến lưu diễn sao cho khán giả như đang xem cô trong Newlyweds.
Trong một lần phỏng vấn với Associated Press, Jessica cho biết cô muốn các buổi trình diễn trong tour sẽ phải tập trung vào âm nhạc và cá tính của cô. Trên sân khấu, Jessica trình diễn cùng với một ban nhạc gồm 7 nhạc công, không có vũ công hay trình diễn vũ đạo nào cả. Jessica sẽ hát các khúc trong album mới và cả hai album trước đó, kết hợp cùng với những phân đoạn tâm sự của cô với khán giả về cuộc đời của mình và về các ca khúc của cô. Những phân đoạn đằng sau hậu trường từ chương trình Newlyweds và một vài chương trình khác có Jessica góp mặt cũng được thêm vào trong danh mục của tour diễn. Tại mỗi đêm diễn, Jessica sẽ dành tặng ca khúc "I Have Loved You" cho lực lượng quân đội Hoa Kỳ và sẽ có một khoảng thời gian hỏi-đáp với các khán giả thắng giải trong các phần thi nhỏ.
Trước khi bắt đầu chuyến lưu diễn, Jessica Simpson đã trình diễn tại các buổi hội chợ được tài trợ của các kênh phát thanh lớn như Your Show, Wango Tango, Summer Music Mania, Zootopia, Kiss Concert và Play Safe in the Park.
Tour diễn bắt đầu tại tiểu bang New Orleans vào tháng 6 và đi xuyên bang Hoa Kỳ trong 2 tháng kế tiếp, dừng tại hơn 30 thành phố và kết thúc vào ngày 1 tháng 8 tại Paso Robles. Bất chấp những dự đoán và báo cáo ban đầu rằng số lượng vé bán ra khá thấp, The Reality Tour của Jessica đã trở thành một trong những tour diễn mùa hè thành công nhất tại Bắc Mỹ và Jessica phải thêm một số chặng diễn nhỏ ở Mỹ. Mười một buổi biểu diễn đã được lên kế hoạch cho tháng 9 và tháng 10 cùng năm. Cho đến thời điểm hiện nay, The Reality Tour vẫn đang là chuyến lưu diễn lớn cuối cùng trong sự nghiệp của Jessica. The Reality Tour được xếp hạng 87 trong "Top 100 Tours của năm 2004" của tạp chí Pollstar với doanh thu hơn 7 triệu đô la.

## Danh sách bài hát
| In This Skin — Phiên bản chuẩn | In This Skin — Phiên bản chuẩn | In This Skin — Phiên bản chuẩn                        | In This Skin — Phiên bản chuẩn             | In This Skin — Phiên bản chuẩn |
| STT                            | Nhan đề                        | Sáng tác                                              | Producer(s)                                | Thời lượng                     |
| ------------------------------ | ------------------------------ | ----------------------------------------------------- | ------------------------------------------ | ------------------------------ |
| 1.                             | "Sweetest Sin"                 | Diane Warren                                          | Ric Wake Richie Jones [a]                  | 3:14                           |
| 2.                             | "With You"                     | Jessica Simpson Andy Marvel Billy Mann                | Marvel Mann                                | 3:12                           |
| 3.                             | "My Way Home"                  | Simpson Damon Elliott Romeo Antonio                   | Elliott                                    | 3:13                           |
| 4.                             | "I Have Loved You"             | Holly Lamar Greg Barnhill Denise Rich                 | Lamar Barnhill David Munk [b] Lee Mars [b] | 4:45                           |
| 5.                             | "Forbidden Fruit"              | Simpson Greg Fitzgerald Thomas Nichols                | Fitzgerald                                 | 3:30                           |
| 6.                             | "Everyday See You"             | Simpson Andrew Williams Franne Golde Kasia Livingston | Williams Golde Livingston                  | 4:18                           |
| 7.                             | "Underneath"                   | Simpson Matthew Gerrard Trina Harmon                  | Keith Thomas                               | 4:02                           |
| 8.                             | "You Don't Have to Let Go"     | Simpson Jason Deere Harmon                            | Harmon                                     | 3:43                           |
| 9.                             | "Loving You"                   | Simpson Elliott Craig Young                           | Elliott                                    | 3:31                           |
| 10.                            | "In This Skin"                 | Simpson Rob Fusari Harmon                             | Fusari                                     | 4:18                           |
| 11.                            | "Be"                           | Simpson Williams Golde Livingston                     | Williams Golde Livingston                  | 4:11                           |
| Tổng thời lượng:               | Tổng thời lượng:               | Tổng thời lượng:                                      | Tổng thời lượng:                           | 41:57                          |

## Xếp hạng
| Chart (2003–04)                    | Peak position |
| ---------------------------------- | ------------- |
| Australian Albums (ARIA)           | 13            |
| Album Canada (Billboard)           | 45            |
| French Albums (SNEP)               | 117           |
| Irish Albums (IRMA)                | 27            |
| Japanese Albums (Oricon)           | 89            |
| New Zealand Albums (RIANZ)         | 41            |
| Album Scotland (OCC)               | 35            |
| Swiss Albums (Schweizer Hitparade) | 78            |
| UK Albums (OCC)                    | 36            |
| US Billboard 200                   | 2             |
| US Top Internet Albums (Billboard) | 3             |

| Chart (2004)             | Peak position |
| ------------------------ | ------------- |
| Australian Albums (ARIA) | 50            |
| US Billboard 200         | 14            |

### Xếp hạng cuối thập kỷ
| Chart (2000–09)  | Position |
| ---------------- | -------- |
| US Billboard 200 | 153      |

## Chứng nhận
| Quốc gia                                                                           | Chứng nhận  | Số đơn vị/doanh số chứng nhận |
| ---------------------------------------------------------------------------------- | ----------- | ----------------------------- |
| Úc (ARIA)                                                                          | Platinum    | 70.000^                       |
| Canada (Music Canada)                                                              | Gold        | 50.000^                       |
| New Zealand (RIANZ)                                                                | Gold        | 7,500                         |
| Hoa Kỳ (RIAA)                                                                      | 3× Platinum | 3.000.000^                    |
| Tổng hợp                                                                           |             |                               |
| Worldwide                                                                          | —           | 5,000,000                     |
| * Chứng nhận dựa theo doanh số tiêu thụ. ^ Chứng nhận dựa theo doanh số nhập hàng. |             |                               |

## Thời gian phát hành album
| Nước/Lãnh thổ  | Ngày tháng          | Phiên bản   | Hãng đĩa   | Định dạng | Catalog                              | Tham khảo     |
| -------------- | ------------------- | ----------- | ---------- | --------- | ------------------------------------ | ------------- |
| Canada         | 19 tháng 8 năm 2003 | Chuẩn       | Sony Music | CD        | CK 86560                             | [ 36 ]        |
| Hoa Kỳ         | 19 tháng 8 năm 2003 | Chuẩn       | Columbia   | CD        | 86560                                | [ 37 ]        |
| Nhật           | 27 tháng 8 năm 2003 | Chuẩn       | Sony Music | CD        | SICP 425                             | [ 38 ]        |
| Canada         | 2 tháng 3 năm 2004  | Collector's | Sony Music | CD CD+DVD | CK 91876                             | [ 39 ]        |
| Châu Âu        | 2 tháng 3 năm 2004  | Collector's | Sony Music | CD CD+DVD | COL 5124399 (CD) 5124393000 (CD+DVD) | [ 40 ] [ 41 ] |
| Hoa Kỳ         | 2 tháng 3 năm 2004  | Collector's | Columbia   | CD CD+DVD | CK 92041                             | [ 42 ]        |
| Vương Quốc Anh | 19 tháng 4 năm 2004 | Chuẩn       | Sony Music | CD        | 512499000                            | [ 43 ]        |
| Úc             | 4 tháng 9 năm 2004  | Chuẩn       | Sony Music | CD        | 5124399000                           | [ 44 ]        |